# Hiadna
Hiadna  (in arabo الهيادنة‎?) è un centro abitato e comune rurale del Marocco situato nella provincia di El Kelâat Es-Sraghna, regione di Marrakech-Safi. Conta una popolazione di 11 387 abitanti (censimento 2014).